# باشگاه فوتبال ویلاند راورز
باشگاه فوتبال ویلاند راورز (به انگلیسی: Willand Rovers Football Club) یک باشگاه فوتبال در شهر ویلاند، کشور انگلستان است که در سال ۱۹۴۶ میلادی تأسیس شده‌است.